# 井真成
井真成（699年—734年），姓井，字真成，日本國人，本名不詳，曾被奈良時代的日本政府派遣到唐朝的留學生，與阿倍仲麻呂（晁衡）是同學。
717年，日本遣唐使正史多治比縣守（押船）、大伴山守等人率領四艘船前往唐朝，這次前往唐朝的交流，隨同的還有阿倍仲麻呂、吉備真備、玄昉。

## 發現
- 2004年10月12日，中華人民共和國發表了在西安發現了一座日本遣唐留學生的墓誌石碑，記有據說是與晁衡同期為遣唐留學生的日本同學井真成（有說原名“葛井真成”）之功績，現藏於中華人民共和國西北大學博物館。

墓誌原文如下：（以下顯示■的地方是指無法判讀的文字）

贈尚衣奉御井公墓誌文并序

公姓井字眞成國號日本才稱天縱故能

■命遠邦馳騁上國蹈禮樂襲衣冠束帶

■朝難與儔矣豈圖強學不倦聞道未終

■遇移舟隙逢奔駟以開元廿二年正月

■日乃終于官弟春秋卅六皇上

■傷追崇有典詔贈尚衣奉御葬令官

■卽以其年二月四日窆于萬年縣滻水

■原禮也嗚呼素車曉引丹旐行哀嗟遠

■兮頹暮日指窮郊兮悲夜臺其辭曰

■乃天常哀茲遠方形旣埋于異土魂庶

歸于故鄕

## 關聯項目
- 遣唐使
- 唐
- 葛井寺
- 藤井寺市 - （页面存档备份，存于）

## 影視文化
2005年12月，NHKスペシャル『新シルクロード』，堺雅人飾演井真成。

## 外部連結
- 井真成の謎を読み解く - 駐日中国大使館 （日語）
- 遣唐使と唐の美術 - 奈良国立博物館
- 井真成市民研究会
- 「井真成」墓誌レプリカ展示解説 - 藤井寺市商工会
- まなりくんホームページ